# Christopher Gorham
Christopher Gorham, född 14 augusti 1974 i Fresno, Kalifornien, är en amerikansk skådespelare. Han har medverkat i ett antal tv-serier som Popular, Felicity, Harper's Island, Insatiable och Jake 2.0. Men mest är han känd som Henry i Ugly Betty.
Gorham är gift med Anel Lopez Gorham. Paret har två söner och en dotter.